# Ziesendorf
Ziesendorf település Németországban, Mecklenburg-Elő-Pomeránia tartományban. Lakosainak száma 1436 fő (2023. december 31.). Ziesendorf Papendorf és Kritzmow községekkel határos.

## Népesség
A település népességének változása:
| Lakosok száma | 1405 | 1427 | 1417 | 1430 | 1436 |
|               | 2017 | 2019 | 2021 | 2022 | 2023 |